# Hans-Joachim Fischer (Jurist)
Hans-Joachim (Jochen) Fischer (* 20. Juli 1904 in Varel; † 16. September 2000 in Oldenburg) war ein deutscher Jurist, nationalsozialistischer Politiker und Senator in Bremen.

## Biografie
Fischer legte nach dem Besuch der Oberrealschule in Oldenburg 1922 das Abitur ab. Danach leistete er als Zeitfreiwilliger Militärdienst bei der Reichswehr. Anschließend absolvierte er bis 1926 ein Jurastudium an den Universitäten Tübingen und Münster. In den 1920er Jahren war seine politische Einstellung deutschnational. Er engagierte sich von 1920 bis 1923 bei der Bismarck-Jugend, wo er Ortsgruppenleiter wurde, und danach beim Bund Wiking. Er war aktiver nationalistischer Corpsstudent. Im Juni 1929 wurde er zum Dr. jur. promoviert. Als Referendar arbeitete er unter anderem in der Rechtsanwaltspraxis von Johann Heinrich Böhmcker in Eutin. 
Auf Grund der Werbung von Böhmcker trat er zum 1. September 1929 in die NSDAP ein (Mitgliedsnummer 148.473) und saß zunächst bei der Ortsgruppe Varel dem Untersuchungs- und Schlichtungsausschuss (USchlA) vor und war dort von 1930 bis 1932 politischer Leiter bzw. Leiter der Rechtsabteilung. Er wurde 1931 Ortsgruppenleiter und bekleidete diese Funktion bis 1937. Zudem war er stellvertretender Bezirksführer beim NS-Rechtswahrerbund und 1934/34 Kreisrechtsamtsleiter (NSDAP-Kreis Provinz Lübeck). Fischer wurde 1931 Mitglied der SA der Nationalsozialisten und stieg bei dieser NS-Organisation Ende Januar 1942 bis zum Oberführer der SA auf.
Böhmcker förderte neben der politischen Entwicklung von Fischer auch dessen berufliche Karriere. Nach dem Rechtsreferendariat betätigte sich Fischer als Rechtsanwalt in Varel. Zu Beginn der Zeit des Nationalsozialismus leitete er 1934 die Staatspolizei in Eutin. Zunächst Regierungsassessor, wurde er Anfang Januar 1935 Regierungsrat in Eutin und schließlich Ende Dezember 1935 Landesrat (Verwaltungsrechtsrat) bei der Provinz Westfalen in Münster.
Nachdem Böhmcker 1937 Regierender Bürgermeister von Bremen wurde, brachte er ihn für das freiwerdende Amt als Innensenator ins Gespräch. Fischer wurde am 1. April 1939 zum Senator für Innere Verwaltung ernannt. Er war mit der Vierten Verordnung über den Neuaufbau des Reichs – der Gebietsreform um Bremen – vom 1. November 1939 befasst. Als Senator und SS-Gruppenführer Hans Haltermann in den Ostgebieten eingesetzt wurde, übernahm Fischer in Vertretung auch das Senatsressort für Arbeit und Technik. Er war zudem Reichsverteidigungsreferent für Bremen und deshalb zuständig für den Bau von Bunkeranlagen. Fischer war als Innen- und Arbeitssenator maßgeblich für den Einsatz von KZ-Häftlingen zuständig.
Durch Gauleiter Paul Wegener wurde er im Juli 1944 Regierungspräsident des Regierungsbezirks Osnabrück und Reichsverteidigungskommissar vom Gau Weser-Ems. Zusammen mit dem Kommissarischen Bürgermeister von Bremen Richard Duckwitz sprach er sich zwar für eine Kapitulation von Bremen aus, Gauleiter Wegener und der Kampfkommandant General Fritz Becker setzten aber am 21. April 1945 den tragischen und bedingungslosen Kampf um die Stadt durch.
Nach seiner Entlassung aus dem Amt im Mai 1945 befand sich Fischer in einem Internierungslager der Alliierten. Nach einem längeren Entnazifizierungsverfahren war er als Rechtsanwalt, in der Gemeinschaftspraxis Voet und Fischer, und später als Rechtsanwalt und Notar in einer Sozietät in Oldenburg etabliert.